# Metalurgia International
Metalurgia International (Eigenschreibweise: METALURGIA INTERNATIONAL) ist eine rumänische wissenschaftliche Zeitschrift in englischer Sprache, die von der Romanian Metallurgical Foundation veröffentlicht wird. Herausgeber („Editor in charge“) ist Professor Gheorge V. Lepădatu. Die Zeitschrift druckt – anders als ihr Titel es vermuten lässt – Artikel aus einer Vielzahl wissenschaftlicher Fachgebiete ab. Nach Pressemeldungen besteht das Geschäftsmodell der Zeitschrift darin, dass Autoren eine Veröffentlichungsgebühr entrichten müssen: „Ein Hauptautor zahlt 140 Euro, Co-Autoren zahlen jeweils 75 Euro. Im Gegenzug wird der Text zügig veröffentlicht, und nach Überweisung der Summe erhält man auf Wunsch ein Zertifikat, das es möglich macht, die Publikationsgebühren von der Verwaltung der eigenen Universität erstattet zu bekommen.“
Die Zeitschrift nutzt damit den Veröffentlichungsdruck aus, dem die meisten Wissenschaftler ausgesetzt sind. Der Belgrader Professor und Informatiker Dragan Đurić gewann allerdings den Eindruck, dass es an einer Qualitätskontrolle durch die Redaktion fehle und beschloss, dies durch einen offensichtlich abstrusen Artikel zu beweisen. Er schrieb einen fünfseitigen Aufsatz über hermeneutische Heuristik und zitierte darin u. a. Max Weber mit einer Arbeit aus 2003, sowie Experten wie Ron Jeremy, Slobodan Milošević und einen A. S. Hole. Der Artikel wurde veröffentlicht. Herausgeber Lepadătu räumte ein, dass die Veröffentlichung ein Fehler gewesen sei.